# Монізм та дуалізм у міжнародному праві
Монізм і дуалізм — дві різні теорії взаємозв'язку міжнародного та національного права. Багато держав, можливо навіть більшість, є частково моністами і частково дуалістами у фактичному застосуванні ними міжнародного права в їх національних системах.

## Монізм
Моністи погоджуються, що внутрішні і міжнародні правові системи формують єдність. Визначення правомірності чи неправомірності певних дій здійснюється на підставі норм, як національного, так і міжнародного права, які держава прийняла, наприклад за допомогою договору. У більшості так званих «моністичних» держав проводиться різниця між міжнародним правом у формі договорів та інших джерел міжнародного права, наприклад, звичаєвого міжнародного права або jus cogens. Таким чином, такі держави можуть бути частково моністами і частково дуалістами.
У чисто моністичній державі, міжнародне право не потребує трансформації в національне право, воно просто включається та автоматично діє в складі національного або внутрішнього законодавства. Акт ратифікації міжнародного договору відразу інкорпорує його до національного права; звичаєве міжнародне право так само розглядається як частина національного права.
Міжнародне право може бути безпосередньо застосоване національним суддею, а також на нього можуть посилатися безпосередньо громадяни, так само, як якщо б це було національне право. Суддя може визнати національну норму недійсною, якщо вона суперечить міжнародним нормам, тому що в деяких державах останні мають пріоритет. В інших державах, наприклад, у Німеччині, договори діють також, як і законодавство, за принципом наступний закон скасовує попередній, вони мають пріоритет тільки щодо національного законодавства, прийнятого до їх ратифікації. У найбільш чистому варіанті, монізм передбачає, що національне право, яке суперечить міжнародному праву, є нечинним, навіть якщо воно передує міжнародному, і навіть якщо йдеться про конституцію. З точки зору прав людини, наприклад, такий підхід має деякі переваги. Припустимо, країна прийняла договір у галузі прав людини — Міжнародний пакт про громадянські і політичні права, наприклад — але деякі з її національних законів обмежують свободу друку. Громадянин цієї країни, якого переслідують за порушення цього національного закону, може послатися на згаданий договір у національному суді та вимагати застосування цього договору та визнання національного закону нечинним. Особа не повинна чекати поки національне законодавство відтворить норми міжнародного права. Уряд такої особи може, зрештою, бути недбалим або навіть не бажати зробити це. Договір, мабуть, можуть прийняти лише з політичних мотивів, з метою створення позитивного іміджу перед країнами-донорами, наприклад.
«Тому, коли хтось у Голландії зазнав порушень його прав людини, він може піти до голландського судді, і суддя має застосувати право Конвенції. Він повинен застосовувати міжнародне право, навіть якщо воно не відповідає голландському праву».

## Дуалізм
Дуалісти підкреслюють різницю між національним і міжнародним правом, і вимагають трансформації останнього у перше. Без цієї трансформації міжнародне право не буде існувати як право. Міжнародне право має бути національним правом, інакше воно взагалі не є правом. Якщо держава приймає договір, але не приводить своє національне право у відповідність до договору або не створює національний закон, який явно інкорпорує договір, то це є порушенням міжнародного права. Але не можна стверджувати, що договір в такому разі стає частиною національного права. Громадяни не можуть покладатися на нього і судді не можуть його застосовувати. Національні закони, що суперечать йому, залишаються в силі. За твердженням дуалістів, національні судді ніколи не застосовують міжнародне право безпосередньо, а лише міжнародне право, трансформоване в національне.
«Міжнародне право як таке не може надавати прав, які б визнавалися внутрішніми судами. Внутрішні суди можуть вважати міжнародне право підставою для виникнення прав та обов'язків лише в частині, в якій його норми включені до внутрішнього права».
Пріоритет міжнародного права є також правилом для дуалістичних систем, як і для моністичних. Герш Лаутерпахт відзначив, що суд рішуче перешкоджає ухиленню від міжнародних зобов'язань, і це ще одне підтвердження беззаперечного принципу міжнародного права, згідно з яким держава не може посилатися на положення свого внутрішнього права, як на достатню причину невиконання своїх міжнародних зобов'язань.
Якщо міжнародне право не є прямозастосовним, як це має місце в моністичних системах, воно має бути трансформоване в національне право, а наявні в останньому невідповідності міжнародному праву мають бути усунуті шляхом зміни чи скасування відповідних національних норм. Знову ж, з точки зору прав людини, якщо договір про права людини укладено з суто політичних причин, і держави не мають наміру повною мірою перевести його в національне право або прийняти моністичний погляд на міжнародне право, то імплементація (реалізація) договору є дуже непевною.

## Приклади
У деяких країнах, наприклад, таких як Велика Британія, дуалісти переважають. Міжнародне право є частиною британського національного права лише тоді, коли воно сприйнято національним. Договір: "не має юридичної сили у національному праві до видання Акту Парламенту про надання йому чинності. В інших країнах таке розмежування, як правило, нечітке. У переважній більшості демократичних країн за межами Співдружності Націй, законодавчий орган або його частина бере участь у процесі ратифікації, відповідно ратифікація стає законодавчим актом, і договір набуває чинності в міжнародному та внутрішньому праві одночасно. Наприклад, Конституція США передбачає, що президент «має право за порадою чи за згодою Сенату укладати міжнародні договори за згодою двох третин присутніх сенаторів». Договори, ратифіковані відповідно до Конституції, автоматично стають частиною внутрішнього права США.
Сполучені Штати Америки мають змішану моністично-дуалістичну систему; міжнародне право безпосередньо застосовується в деяких випадках судами США, але не іншими суб'єктами. Конституція США у ст. 6 дійсно визначила договори як частину вищого права країни, як було зазначено вище; однак Верховний Суд у нещодавній справі Medellín v. Texas підтвердив позицію, що деякі договори не є «самовиконуваними». Такі договори мають імплементуватися через закон, перш ніж їх норми можуть визнаватися національними та субнаціональними судами такими, що мають юридичну силу. Аналогічно щодо звичаєвого міжнародного права Верховний Суд у справі Pacquete Habana (1900) установив, що «міжнародне право є частиною нашого права.» Тим не менш, він також заявив, що міжнародне право не застосовуватиметься, якщо є акт законодавчої, виконавчої чи судової влади, який йому суперечить та має пріоритетне значення.

## Питання національної правової традиції
Міжнародне право не визначає, якій з точок зору слід віддавати перевагу — моністичній чи дуалістичній. Кожна держава вирішує для себе сама відповідно до своїх правових традицій.
Міжнародне право лише вимагає дотримання його норм, і держави вільні вирішувати, яким чином їх дотримуватися та робити обов'язковими для своїх громадян та інших суб'єктів.
«Трансформація міжнародних норм у внутрішнє право не є необхідною з точки зору міжнародного права…необхідність трансформації — це питання національного, а не міжнародного права.»
І моністичні, і дуалістичні держави можуть дотримуватися норм міжнародного права. Можна сказати, що в моністичній державі ризик порушити міжнародні норми менше, тому що її судді можуть застосовувати норми міжнародного права безпосередньо. Нехтування або небажання імплементувати норми міжнародного права в національному може створити проблеми лише в дуалістичній державі. Держави вільні обирати спосіб, в який вони будуть дотримуватися міжнародного права, але вони завжди несуть відповідальність за те, що не змогли адаптувати свої національні правові системи таким чином, щоб дотримуватися міжнародного права. Вони можуть затвердити конституційні положення, що реалізують моністичну систему, і норми міжнародного права застосовуватимуться безпосередньо без трансформації, а можуть цього не робити. Але тоді їм доведеться перевести всі норми міжнародного права в національне. У моністичних державах ми покладаємося лише на суддів, а не на законодавців, але судді теж можуть допускати помилки. Якщо суддя в моністичній державі допускає помилки, застосовуючи міжнародні норми права, тоді країна порушує міжнародне законодавство точно так само, як і в дуалістичній країні, яка, з тих чи інших причин, не дозволяє своїм суддям застосовувати норми міжнародного права безпосередньо і не в змозі перевести його правильно і ефективно. Єдина причина обрання дуалістичного підходу — саме страх того, що національні судді не знайомі з нормами міжнародного права — вельми складною сферою права — а отже схильні робити помилки.

## Проблема «lex posterior»
У дуалістичних системах міжнародне право трансформується в національне право і положення останнього, які суперечать міжнародному праву, мають бути усунені. Вони повинні модифікуватися або виключатися — з тим, щоб відповідати нормам міжнародного права. Проте необхідність трансформації в дуалістичній системі породжує проблеми щодо національних законодавчих актів прийнятих після ухвалення акту про трансформацію.
У моністичній системі національне законодавство, ухвалене після прийняття відповідних міжнародно-правових норм, яким воно суперечить, автоматично стає недійсним з моменту прийняття. Міжнародне право продовжує превалювати.
У дуалістичній системі, однак, міжнародне право за відповідних умов трансформується в національне, але національне може бути змінене прийняттям нового національного акту за принципом «lex posterior derogat legi priori», тобто більш пізній закон замінює старий. Це означає, що країна — вільно чи мимоволі — порушує міжнародне право. Дуалістична система потребує постійного моніторингу всього наступного національного законодавства на предмет можливої несумісності з раніше трансформованими нормами міжнародного права.